# Lucas Rijneveld
Lucas Rijneveld (Nieuwendijk, 20 de abril de 1991) es un escritor y poeta neerlandés. En 2020 se convirtió en la persona más joven, y la primera nacida en los Países Bajos, en ganar el prestigioso Premio Booker Internacional, que le fue otorgado por su novela La inquietud de la noche.

## Biografía

### Primeros años
Nació el 20 de abril de 1991 en Nieuwendijk, provincia de Brabante Septentrional, Países Bajos, en el seno de una familia religiosa que vivía en una granja. A los tres años de edad su hermano mayor falleció, hecho que impactó de forma negativa en su vida familiar y que más tarde sirvió como una de las bases para su primera novela, La inquietud de la noche. Una de las obras que más influyó durante su infancia en su gusto por la literatura fue la novela fantástica Harry Potter y la piedra filosofal, de la autora británica J. K. Rowling, que Rijneveld leyó cuando estaba en séptimo grado y que había tomado prestado de la biblioteca de su pueblo. La obra tuvo un impacto tan grande en Rijneveld que decidió tipear la totalidad del texto en su computadora para poder volver a leerlo cuando quisiera.
Durante sus años de educación secundaria, Rijneveld fue víctima de acoso escolar debido a su identidad de género. Uno de sus mayores pasatiempos cuando era adolescente fue el videojuego Los Sims, el mismo que, de acuerdo a Rijneveld, le ayudó a desarrollar sus habilidades sociales.
Rijneveld se identifica como una persona de género no binario. En enero de 2022 anunció que prefería utilizar pronombres masculinos. Anteriormente usaba los pronombres they/them (elle) en inglés y zij/haar (ella) en neerlandés.

### Trayectoria literaria
El primer libro publicado por Rijneveld fue el poemario Kalfsvlies, publicado en 2015 y por el que obtuvo el Premio C. Buddingh. A este le siguió en 2018 su primera novela, La inquietud de la noche (De avond is ongemak), que ganó el premio ANV Debutantenprijs y fue un éxito en ventas en los Países Bajos. Asimismo, la traducción al inglés de esta obra ganó el Premio Booker Internacional.
En 2019 publicó un segundo poemario, titulado Fantoommerrie, con el que obtuvo el Premio de Poesía Ida Gerhardt, y un año después, en 2020, publicó su segunda novela, Mijn lieve gunsteling.

## Obra

### Novelas
- 2018: De avond is ongemak (La inquietud de la noche)
- 2020: Mijn lieve gunsteling (Mi querida favorita)

### Poesía
- 2015: Kalfsvlies (Redaño)
- 2019: Fantoommerrie
- 2022: Komijnsplitsers